# Riviera Express
De Riviera Express is een toeristentrein voor reizigers naar de Franse Rivièra en Italiaanse Rivièra.

## CIWL
In de winterdienstregeling van 1897/1898 was de Riviera Express voor het eerst opgenomen voor het traject Marseille-Menton als trein van de Compagnie Internationale des Wagons-Lits. In de zomer reed de trein niet maar in de winter van 1898/1899 reed de trein weer. Vanaf 3 december 1900 tot de winter van 1914 reed de trein iedere winter. Het traject is in 1900 aan de oostkant verlengd tot San Remo en aan de noordzijde tot Duitsland en Nederland. Vanaf 1911 werden doorgaande rijtuigen gewisseld met de LLoyd Express en reed de trein onder de naam LLoyd en Riviera Express. Door het uitbreken van de Eerste Wereldoorlog kwam een einde aan deze treindienst.

### Route en Dienstregeling

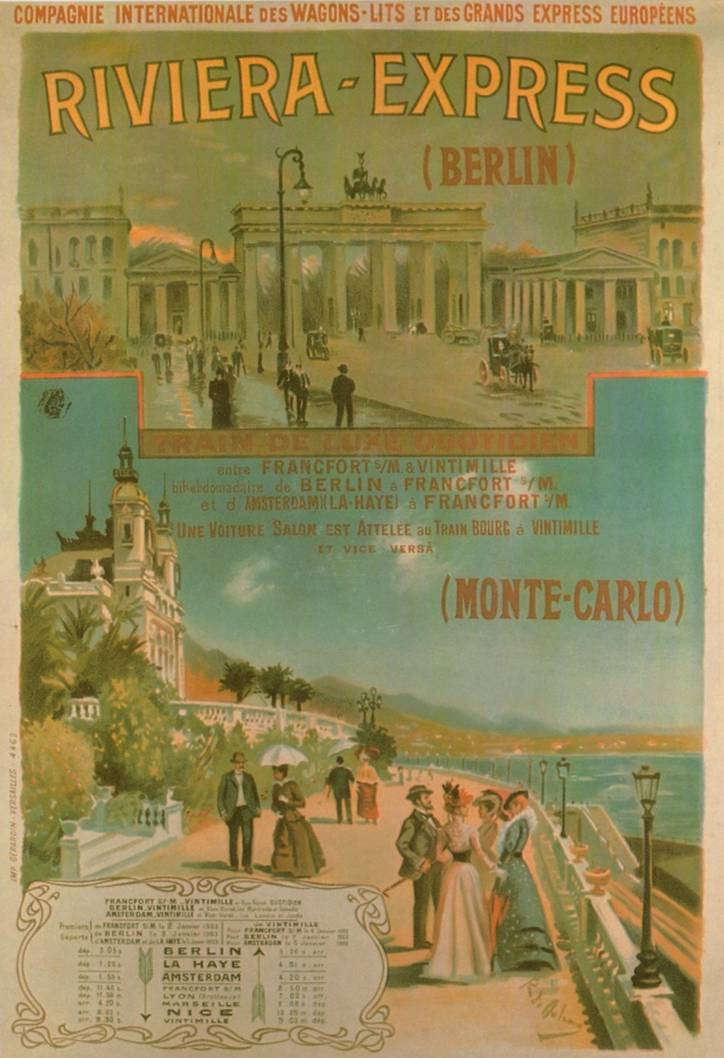
Advertentie voor de Riviera-Express uit 1903

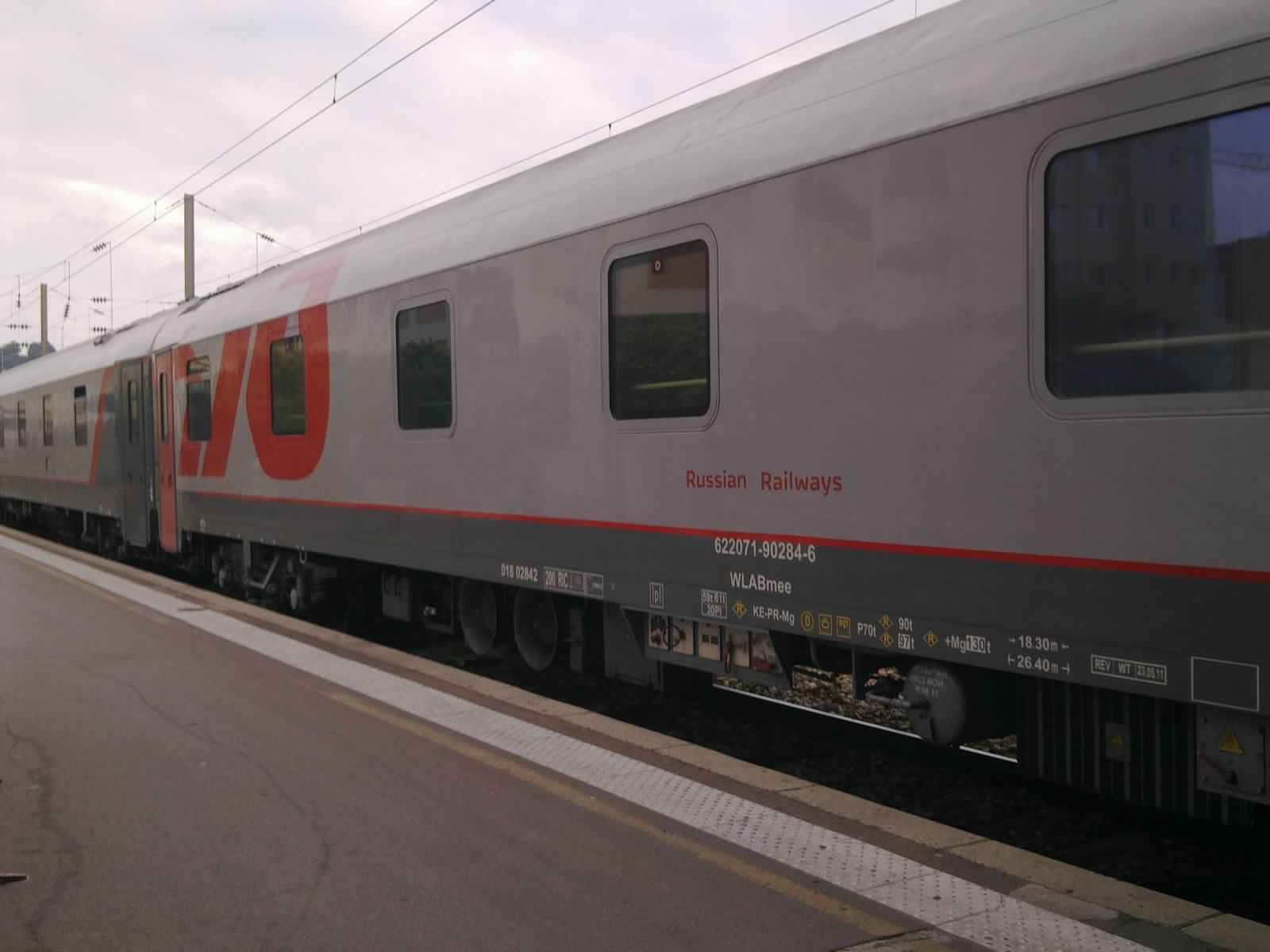
Russisch slaaprijtuig in de Riviera Express, 7 februari 2011 te Nice-Ville

| BS    | DS    | AS    | land              | station           | km | SA    | SD    | SB    |
| ----- | ----- | ----- | ----------------- | ----------------- | -- | ----- | ----- | ----- |
| 15:25 |       |       | Duitse Keizerrijk | Berlijn           |    |       |       | 17:35 |
| ↓     |       | 13:55 | Nederland         | Amsterdam         |    | 16:22 |       | ↑     |
| ↓     | 13:20 | ↓     | Nederland         | 's Gravenhage     |    | ↑     | 16:52 | ↑     |
| ↓     | 14:30 | 14:30 | Nederland         | Utrecht           |    | 15:45 | 15:45 | ↑     |
| 23:40 |       | 23:40 | Duitse Keizerrijk | Frankfurt am Main |    | 08:50 |       | 08:50 |
|       |       | 11:38 | Frankrijk         | Lyon              |    | 19:02 |       |       |
|       |       | 16:22 | Frankrijk         | Marseille         |    | 14:08 |       |       |
|       |       | 08:30 | Frankrijk         | Nice              |    | 10:27 |       |       |
|       |       | 22:07 | Frankrijk         | San Remo          |    | 08:25 |       |       |

## Mitropa
Na de Eerste Wereldoorlog kwam de trein onder hoede van de Duitse spoorwegen. De treindienst werd in 1934 hervat met restauratie en slaaprijtuigen van Mitropa. Aan de noordkant was één tak naar Amsterdam en één naar Berlijn, vanaf Keulen werd via Zwitserland naar Italië gereden. In 1939 werd de treindienst weer gestaakt.

## D-trein
Na de Tweede Wereldoorlog werd de Riviera Express in 1957 weer gestart als D-trein op het traject Amsterdam-Keulen-Ventimiglia met rijtuigen van DB en FS. Hierbij werden de slaaprijtuigen weer door de CIWL geleverd. Nadat de CIWL in 1971 haar eigen rijtuigpark had verkocht reed de trein vanuit Amsterdam en Frankfurt am Main naar Ventimiglia met rijtuigen van DB en FS met personeel van CIWL. In de jaren 1970 en 1980 reed de trein 's
zomers via de Simplontunnel en 's winters via de Gotthardtunnel. Vanaf 1990 tot aan de opheffing in 1995 werd alleen op zaterdag gereden op het traject Frankfurt am Main - Pisa.

## 21ste eeuw
In september 2010 hebben de Franse en Russische spoorwegen de trein nieuw leven in geblazen met een verbinding tussen Nice en Moskou. De trein volgt vanaf Nice tot San Remo het traject uit 1900, daarna volgt de trein de kust tot Genua en gaat vandaar naar Milaan en de Brenner. Via Oostenrijk, Tsjechië, Polen en Wit-Rusland wordt Rusland bereikt.

### Route en Dienstregeling
| NM | land        | station                    | km | MN |
| -- | ----------- | -------------------------- | -- | -- |
|    | Frankrijk   | Nice-Ville                 |    |    |
|    | Monaco      | Monaco Monte-Carlo         |    |    |
|    | Frankrijk   | Menton                     |    |    |
|    | Italië      | Ventimiglia                |    |    |
|    | Italië      | Bordighera                 |    |    |
|    | Italië      | San Remo                   |    |    |
|    | Italië      | Genova Piazza Principe     |    |    |
|    | Italië      | Milano Rogoredo            |    |    |
|    | Italië      | Verona Porta Nuova         |    |    |
|    | Italië      | Bolzano                    |    |    |
|    | Italië      | Brennero                   |    |    |
|    | Oostenrijk  | Innsbruck                  |    |    |
|    | Oostenrijk  | Linz                       |    |    |
|    | Oostenrijk  | Wenen Meidling             |    |    |
|    | Tsjechië    | Břeclav                    |    |    |
|    | Tsjechië    | Bohumín                    |    |    |
|    | Polen       | Zebrzydowice               |    |    |
|    | Polen       | Katowice                   |    |    |
|    | Polen       | Warszawa Centralna         |    |    |
|    | Polen       | Warszawa Wschodnia Osobowa |    |    |
|    | Polen       | Terespol                   |    |    |
|    | Wit-Rusland | Brest                      |    |    |
|    | Wit-Rusland | Minsk Passazhirskï         |    |    |
|    | Wit-Rusland | Orcha                      |    |    |
|    | Rusland     | Smolensk Centralnï         |    |    |
|    | Rusland     | Viazma                     |    |    |
|    | Rusland     | Moskva Beloroesskaja       |    |    |